# Shadowhunters - Regina dell'aria e delle tenebre
Shadowhunters - Regina dell'Aria e delle Tenebre è un libro di genere urban fantasy scritto da Cassandra Clare. è stato pubblicato in lingua originale il 4 dicembre 2018 e il 19 febbraio 2019 in lingua italiana. Il volume è il terzo ed ultimo libro della trilogia Shadowhunters - Dark Artifices e narra gli avvenimenti seguenti a Shadowhunters - Signore delle ombre.

## Trama
La Sala del Consiglio si è trasformata in uno scenario in cui è stato versato molto sangue ed il Conclave è sull'orlo di una guerra civile. I Blackthorn volano a Los Angeles per cercare di scoprire qualcosa su ciò che sta rischiando di distruggere gli stregoni. Julian ed Emma cercheranno in tutti i modi di mantenere segreto il loro amore proibito, mentre si lanciano in una missione molto pericolosa nel Regno delle Fate per cercare di recuperare un potente libro di incantesimi. Scopriranno, però, dei segreti in grado di annientare l'intero mondo dei Nascosti. Tutto ciò li porterà in una corsa contro il tempo affinché riescano a salvarsi e a salvare dalla maledizione dei parabatai coloro che amano.